# بيل أنطونيو
بيل أنطونيو (بالإنجليزية: Bill Antonio)‏ هو لاعب كرة قدم زيمبابوي، ولد في 3 سبتمبر 2002.

## وصلات خارجية
- بيل أنطونيو على موقع قاعدة بيانات كرة القدم.إي يو (الإنجليزية)
- بيل أنطونيو على موقع ناشيونال فوتبول تيمز (الإنجليزية)
- بيل أنطونيو على موقع Soccerway.com (الإنجليزية)